# استوارت مک‌کال
استوارت مک‌کال (انگلیسی: Stuart McCall؛ زادهٔ ۱۰ ژوئن ۱۹۶۴) یک بازیکن فوتبال اهل اسکاتلند است.
از باشگاه‌هایی که در آن بازی کرده‌است می‌توان به باشگاه فوتبال رنجرز، شفیلد یونایتد، اورتون، و برادفورد سیتی اشاره کرد.